# Монументальное кладбище (Милан)
Монументальное кладбище Милана (итал. Cimitero Monumentale di Milano) — некрополь в Милане. Одно из двух крупнейших кладбищ города, считается одним из самых богатых надгробными украшениями и памятниками в Европе. Среди известных мастеров, работавших на кладбище — Бутти, Энрико, Данте Парини, Паоло Трубецкой.

## История
Создано по проекту Карло Макъячини. Открыто в 1866 году.

## Известные захоронения
На кладбище были похоронены Джузеппе Верди (через месяц останки были перенесены в Casa Di Riposo per Musicisti также в Милане), Лука Бельтрами, Арриго Бойто, Владимир Горовиц, Сальваторе Квазимодо, Алессандро Мандзони, Филиппо Томмазо Маринетти, Бруно Мунари, Эмилио Прага, Анна Радиус, Титта Руффо, Карло Тенка, Артуро Тосканини и другие выдающиеся личности.
Есть еврейский участок, там похоронен Герман Эйнштейн (1847—1902), отец Альберта Эйнштейна.

## В кинематографе
На кладбище снят ряд эпизодов итальянского фильма «Я — это любовь».